# SC鳥取ドリームス
SC鳥取ドリームス（エスシーとっとりドリームス、英: SC TOTTORI DREAMS）は、鳥取県米子市にホームを置くサッカークラブ。

## 概要
2004年、SC鳥取の新たな活動方針として“サッカーを愛する様々なメンバーの集う「サッカーファミリー」の形成”が謳われ、クラブの前身である鳥取教員団時代のメンバーや、中国リーグ時代に所属したメンバーなどで結成。その後、プロ化してガイナーレ鳥取となった際にチームを退団した選手が相次いで加入した。そのため、チームカラーはガイナーレのものではなく、SC鳥取時代の濃い緑となっている。
この経緯から「ガイナーレのOBチーム」と称されることが多い。ただし、現在はガイナーレ（若しくは、前身のSC鳥取）に入団経験を持たない選手も多数在籍している。また、チーム紹介などはガイナーレ鳥取の公式サイト内にあるが、ガイナーレ鳥取のセカンドチームではなく、ファミリーチームの一つ、という位置付けで紹介されている（ただし2018年以降更新は停止している）。
また、かつてはSC鳥取 / ガイナーレ鳥取同様に背番号5が欠番だったが、2015年以降は使用している。
チーム名の「ドリームス」は、映画「フィールド・オブ・ドリームス」が語源である。

## 歴史
- 2004年：チーム結成。鳥取県社会人選手権・因幡FC戦でデビュー（2-2ののちPK戦で敗れる）。
- 2005年：SC鳥取がJリーグへの挑戦を正式表明。この時、ドリームスは中国リーグに参入しうるレベルに強化することも発表された。
- 2007年：ガイナーレ鳥取としてプロ化したのを受けて、仕事の都合などで退団した有力選手が多数加入。
- 2008年
  - 鳥取県リーグ2部へ参入。全勝・無失点で優勝。1部昇格。
  - 天皇杯出場権を懸けた鳥取県サッカー選手権決勝大会の決勝戦でガイナーレと対戦し、先制するも1-2で敗れる。
- 2009年
  - 第89回天皇杯に鳥取県代表として初出場（1回戦でカマタマーレ讃岐（香川県代表）に0-1で敗れる）。
  - 鳥取県リーグ1部でも圧倒的な強さを発揮し、2試合を残して優勝を決めた（最終的には無敗・無失点での優勝）。
  - 第33回中国地域県リーグ決勝大会では初戦でSC松江に敗れる。
- 2010年
  - 鳥取県リーグ1部で2連覇を達成（無敗）。
  - 第34回中国地域県リーグ決勝大会は2回戦で再びSC松江に敗れる。
  - 第46回全国社会人サッカー選手権大会初出場。1回戦で藤枝MYFCを4-2で破り、全国大会初勝利。
- 2011年
  - NPO法人やまつみスポーツクラブが運営主体となり、ユニフォームの胸部分に初めてスポンサーがついた。
  - 鳥取県リーグ1部では最終節で元気SCを下し、逆転で3連覇（無敗）を達成。
  - 第35回中国地域県リーグ決勝大会でも2試合で16得点無失点と圧勝し、中国リーグ昇格。2008年の鳥取県リーグ参入後、リーグ戦では一度も負けることなく中国リーグへと昇格しており、前述の「中国リーグに参入しうるレベルに強化する」とした目標も現実となった。
- 2012年
  - 元ガイナーレ鳥取で地元出身選手でもある釜田佳吾をはじめ、多数の選手が入団。更に、ガイナーレ鳥取に在籍していた西尾崚が登録変更に伴い入団。中国リーグ参戦に備えた体制の強化を図る。
  - しかし中国リーグでは苦戦し、勝利は9月のホーム最終戦で挙げた1勝のみ。10位で鳥取県リーグ1部に降格
- 2013年
  - 鳥取県トップリーグ優勝。
  - 第37回中国地域県リーグ決勝大会1回戦敗退。
- 2014年
  - 鳥取県トップリーグ連覇。しかし県リーグ参入後初の敗北を喫した。
  - 第38回中国地域県リーグ決勝大会1回戦敗退。
- 2015年
  - 米子北高校などから新戦力が加入し、天皇杯鳥取県予選決勝（鳥取県サッカー選手権決勝大会）では2008年以来となるガイナーレ鳥取との対戦が実現したが、0-3で敗れる。
  - 鳥取県トップリーグは無敗で3連覇を達成。
  - 第39回中国地域県リーグ決勝大会では1回戦でFCバレイン下関、ブロック決勝で広島フジタSCを下し、4年ぶりに中国リーグ復帰。
- 2016年
  - 元ガイナーレ鳥取で地元出身選手の住田貴彦が加入。
  - 中国リーグは18戦全敗に終わり、鳥取県リーグへ降格。
  - このシーズンは全国社会人サッカー選手権大会の予選でPK戦による1勝を挙げたのみであった。
- 2017年：第41回中国地域県リーグ決勝大会決勝戦敗退。
- 2018年
  - 鳥取県トップリーグ優勝。
  - 第42回中国地域県リーグ決勝大会ブロック決勝敗退。
- 2023年：第47回中国地域県リーグ決勝大会1回戦棄権。
- 2024年
  - 鳥取県トップリーグ優勝。
  - 第48回中国地域県リーグ決勝大会2回戦敗退。

## 成績

### リーグ戦
| 年度 | 所属      | 順位 | 勝点 | 試合 | 勝 | 分 | 敗 | 得点 | 失点 | 差  | チーム数 | 天皇杯     | 監督         | 備考                                            |
| 2008 | 鳥取県2部 | 優勝 | 12   | 4    | 4  | 0  | 0  | 37   | 0    | 37  | 5        | 県予選敗退 | 野口功       | 1部昇格                                         |
| 2009 | 鳥取県1部 | 優勝 | 22   | 8    | 7  | 1  | 0  | 30   | 0    | 30  | 5        | 1回戦敗退  | 野口功       | 地域県リーグ決勝大会準決勝敗退                  |
| 2010 | 鳥取県1部 | 優勝 | 22   | 8    | 7  | 1  | 0  | 32   | 8    | 24  | 7        | 県予選敗退 | 野口功       | 地域県リーグ決勝大会2回戦敗退                   |
| 2011 | 鳥取県1部 | 優勝 | 26   | 10   | 8  | 2  | 0  | 43   | 8    | 35  | 6        | 県予選敗退 | 野口功       | 地域県リーグ決勝大会ブロック優勝 中国リーグ昇格 |
| 2012 | 中国      | 10位 | 8    | 18   | 1  | 5  | 12 | 19   | 45   | -26 | 10       | 県予選敗退 | 野口功       | 県リーグ降格                                    |
| 2013 | 鳥取県1部 | 優勝 | 28   | 10   | 9  | 1  | 0  | 44   | 8    | 36  | 6        | 県予選敗退 | 下屋敷恒太郎 | 地域県リーグ決勝大会1回戦敗退                   |
| 2014 | 鳥取県1部 | 優勝 | 25   | 10   | 8  | 1  | 1  | 52   | 12   | 40  | 6        | 県予選敗退 | 太田遼       | 地域県リーグ決勝大会1回戦敗退                   |
| 2015 | 鳥取県1部 | 優勝 | 28   | 10   | 9  | 1  | 0  | 32   | 9    | 24  | 6        | 県予選敗退 | 太田遼       | 地域県リーグ決勝大会ブロック優勝 中国リーグ昇格 |
| 2016 | 中国      | 10位 | 0    | 18   | 0  | 0  | 18 | 13   | 88   | -75 | 10       | 県予選敗退 | 太田遼       | 県リーグ降格                                    |
| 2017 | 鳥取県1部 | 2位  | 21   | 10   | 6  | 3  | 1  | 30   | 13   | 17  | 6        | 県予選敗退 |              |                                                 |
| 2018 | 鳥取県1部 | 優勝 | 34   | 12   | 11 | 1  | 0  | 52   | 10   | 42  | 7        | 県予選敗退 |              | 地域県リーグ決勝大会ブロック決勝敗退            |
| 2019 | 鳥取県1部 | 3位  | 21   | 10   | 6  | 3  | 1  | 30   | 13   | 17  | 6        | 県予選敗退 |              |                                                 |
| 2020 | 鳥取県1部 | 2位  | 7    | 4    | 2  | 1  | 1  | 12   | 11   | 1   | 5        | 県予選中止 |              |                                                 |
| 2021 | 鳥取県1部 | 3位  | 8    | 8    | 2  | 2  | 4  | 8    | 16   | -8  | 5        | 県予選敗退 |              |                                                 |
| 2022 | 鳥取県1部 | 5位  | 10   | 10   | 3  | 1  | 6  | 11   | 15   | -4  | 6        | 県予選敗退 |              |                                                 |
| 2023 | 鳥取県1部 | 3位  | 11   | 10   | 3  | 2  | 5  | 17   | 18   | -1  | 6        | 県予選敗退 |              | 地域県リーグ決勝大会1回戦棄権                   |
| 2024 | 鳥取県1部 | 優勝 | 18   | 8    | 6  | 0  | 2  | 22   | 8    | 14  | 5        | 県予選敗退 |              | 地域県リーグ決勝大会2回戦敗退                   |

### 天皇杯
- 出場1回（2017年現在）

| 回 | 年月日        | ラウンド | 会場   | スコア | 対戦相手                |
| 89 | 2009年9月19日 | 1回戦    | 香川サ | 0 - 1  | カマタマーレ讃岐 (四国) |

## タイトル

### リーグ戦
- 鳥取県サッカーリーグ1部
  - 優勝（7回）：2009年、2010年、2011年、2013年、2014年、2015年、2018年、2024年
- 鳥取県サッカーリーグ2部
  - 優勝（1回）：2008年

### カップ戦
- 鳥取県サッカー選手権決勝大会（兼天皇杯鳥取県予選）
  - 優勝（1回）：2009年
- 鳥取県社会人サッカー選手権
  - 優勝（1回）：2008年

### 個人別
- 2008年:鳥取県サッカーリーグ2部

最優秀選手賞・アシスト王 堀徹也
優秀GK賞 清水裕之
得点王 小林崇法

## 所属選手・スタッフ
2016年

### スタッフ
| 役職 | 氏名   | 前職        | 備考       |
| 監督 | 太田遼 | SC鳥取 選手 | 選手兼監督 |

### 選手
| Pos | No. | 選手名       | 前所属             | 備考                   |
| GK  | 1   | 夏野傑       | FC NOTORIOUS       |                        |
| GK  | 20  | 清水裕之     | SC鳥取             |                        |
| GK  | 21  | 渡辺孝生     | 福岡教育大学       |                        |
| GK  | 30  | 葉狩宗之     | ブレイズ熊本       |                        |
| GK  | 96  | 佐々木正椰   | 米子北高校         |                        |
|     |     |              |                    |                        |
| DF  | 2   | 藤田遼       | 東京農業大学       |                        |
| DF  | 3   | 木谷良太郎   | 京都産業大学       |                        |
| DF  | 4   | 中村真吾     | 石見FC             |                        |
| DF  | 5   | 辻宜憲       | 阪南大学           |                        |
| DF  | 6   | 下屋敷恒太郎 | グルージャ盛岡     | SC鳥取ドリームス前監督 |
| DF  | 7   | 山崎邦夫     | SC鳥取             |                        |
| DF  | 23  | 宮坂智也     | 鳥取キッカーズFC   |                        |
| DF  | 28  | 廣川雄一     | SC鳥取             |                        |
| DF  | 32  | 渡辺淳史     | 島根大学           |                        |
| DF  | 41  | 林康平       | SC鳥取             |                        |
| DF  | 47  | 藤田勇気     | 城西国際大学       |                        |
| DF  | 59  | 中嶋努       | 島根大学           |                        |
|     |     |              |                    |                        |
| MF  | 8   | 谷口将太郎   | 鳥取境高校         |                        |
| MF  | 11  | 堀徹也       | SC鳥取             |                        |
| MF  | 14  | 堀池勇平     | FC琉球             |                        |
| MF  | 16  | 尾形槙之輔   | 流通経済大学       |                        |
| MF  | 19  | 田村和也     | ガイナーレ鳥取     |                        |
| MF  | 27  | 矢倉大樹     | FC大阪             |                        |
| MF  | 29  | 太田遼       | SC鳥取             | 選手兼監督             |
| MF  | 34  | 岡本陽平     | 青山学院大学       |                        |
| MF  | 36  | 田中誠智     | 米子東高校         |                        |
| MF  | 39  | 橋本拓哉     | 元気SC             |                        |
| MF  | 44  | 酒井勇輔     | 鳥取境高校         |                        |
| MF  | 49  | 勝田玲央     | 米子北高校         |                        |
| MF  | 55  | 戸野詠史     | FC NOTORIOUS       |                        |
| MF  | 56  | 中山圭       | 鳥取大学           |                        |
| MF  | 58  | 保永奨啓     | 米子工業高校       |                        |
|     |     |              |                    |                        |
| FW  | 9   | 小林崇法     | ガイナーレ鳥取     |                        |
| FW  | 10  | 山根伸       | SC鳥取             |                        |
| FW  | 17  | 近堂諒       | 元気SC             |                        |
| FW  | 18  | 川田泰伯     | 米子北高校         |                        |
| FW  | 31  | 西村洸佑     | ガイナーレ鳥取U-18 |                        |
| FW  | 33  | 中洸佑       | 米子北高校         |                        |
| FW  | 40  | 戸田健斗     | MIOびわこ滋賀      |                        |
| FW  | 42  | 仁宮洋輔     | 鳥取境高校         |                        |
| FW  | 77  | 清水達暉     | 米子高専           |                        |
| FW  | 88  | 若木勇太     | 元気SC             |                        |
| FW  | 91  | 住田貴彦     | グルージャ盛岡     |                        |
| FW  | 99  | 谷村優太     | 米子北高校         |                        |

## 歴代所属選手
- 塚野真樹 2004-2010
- 山村泰弘 2008-2009
- 赤尾公 2011
- 雨野裕介 2011-2012
- 西尾崚 2012
- 釜田佳吾 2012
- 内間安路 2014、2017

## スタジアム
- チュウブYAJINスタジアム
- 米子市弓浜コミュニティ広場
- どらドラパーク米子陸上競技場・球技場
- とりぎんバードスタジアム
- コカ・コーラウエストスポーツパーク陸上競技場・球技場・多目的広場
- 東郷総合運動公園多目的広場